# Casmalia

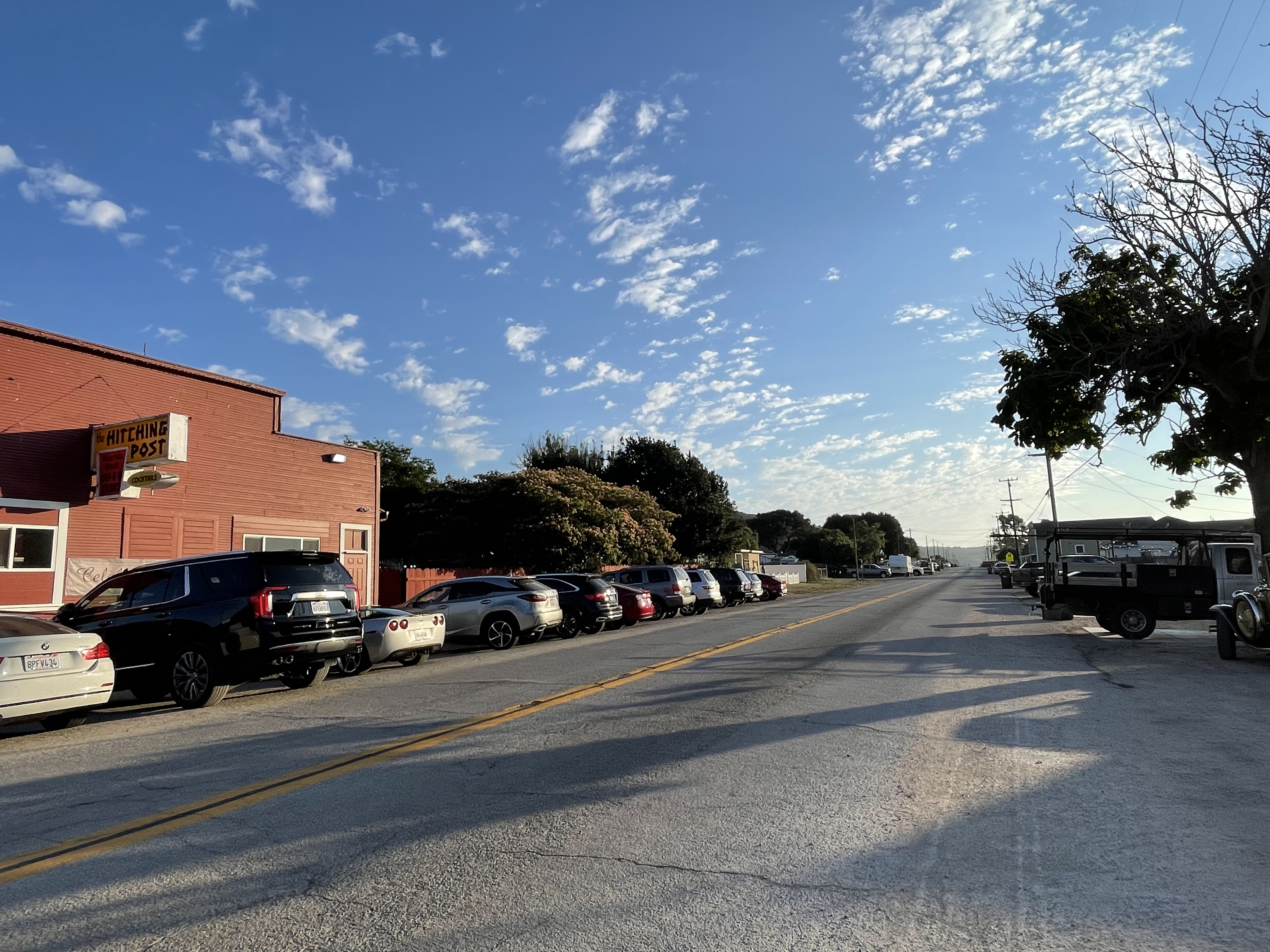
Casmalia

Casmalia è una località della Contea di Santa Barbara in California. Si trova a Sud-Ovest di Santa Maria, vicino alla base aerea di Vandenberg. Gli abitanti attuali sono circa 200 ma nel XIX secolo erano più di mille. La diminuzione è dovuta soprattutto alla presenza di un deposito di rifiuti tossici al Nord della località.
Casmalia era un'antica azienda (Rancho Casmalia) creata su una proprietà concessa dai messicani nel 1840. La località è stata fondata dal ticinese Antonio Tognazzini e all'inizio si chiamava Someo come il suo villaggio d'origine in Ticino. I nomi delle strade (Someo Street, Ticino Street) ricordano la patria degli emigrati.
L'albergo costruito dal Tognazzini esiste ancora oggi.